# Język sogdyjski
Język sogdyjski – język wschodnioirański, którym posługiwano się w Sogdianie (obszar dzisiejszego Uzbekistanu i Tadżykistanu – główne miasta: Samarkanda, Fergana, Pandżakent). Posiada duży korpus tekstów pisanych, ponieważ wraz ze średnioperskim był najczęściej używanym językiem w tej części świata. W czasach dynastii Tang sogdyjski był lingua franca na szlaku jedwabnym.
Obecnie wymarły. Jeden z wschodnioirańskich dialektów blisko spokrewniony z językiem sogdyjskim, tzw. język jagnobijski, przetrwał do dziś – posługują się nim mieszkańcy doliny Jagnob.
Do zapisywania języka używano pisma sogdyjskiego, które wywodziło się z aramejskiego i składało się z wielu logogramów i ideogramów. Pismo to było przodkiem pisma ujgurskiego i pisma mongolskiego.
Oprócz tego do zapisu sogdyjskiego używano pisma manichejskiego, składającego się z 29 znaków.
Przykładowa transliteracja sogdyjskiego: MN sγwδy-k MLK’ δy-w’šty-c ’t x’xsrc xwβw ’pšwnw δrwth γ-rβ nm’cyw

Od sogdyjskiego króla Dewaszticz do chachsarskiego chuv (Kagana?) Aszuna, życzenia zdrowia i pozdrowienia...